# Banse
Banse es una localidad de Santa Lucía que forma parte de los distritos de Laborie, Micoud y Vieux Fort.